# 시토네스족

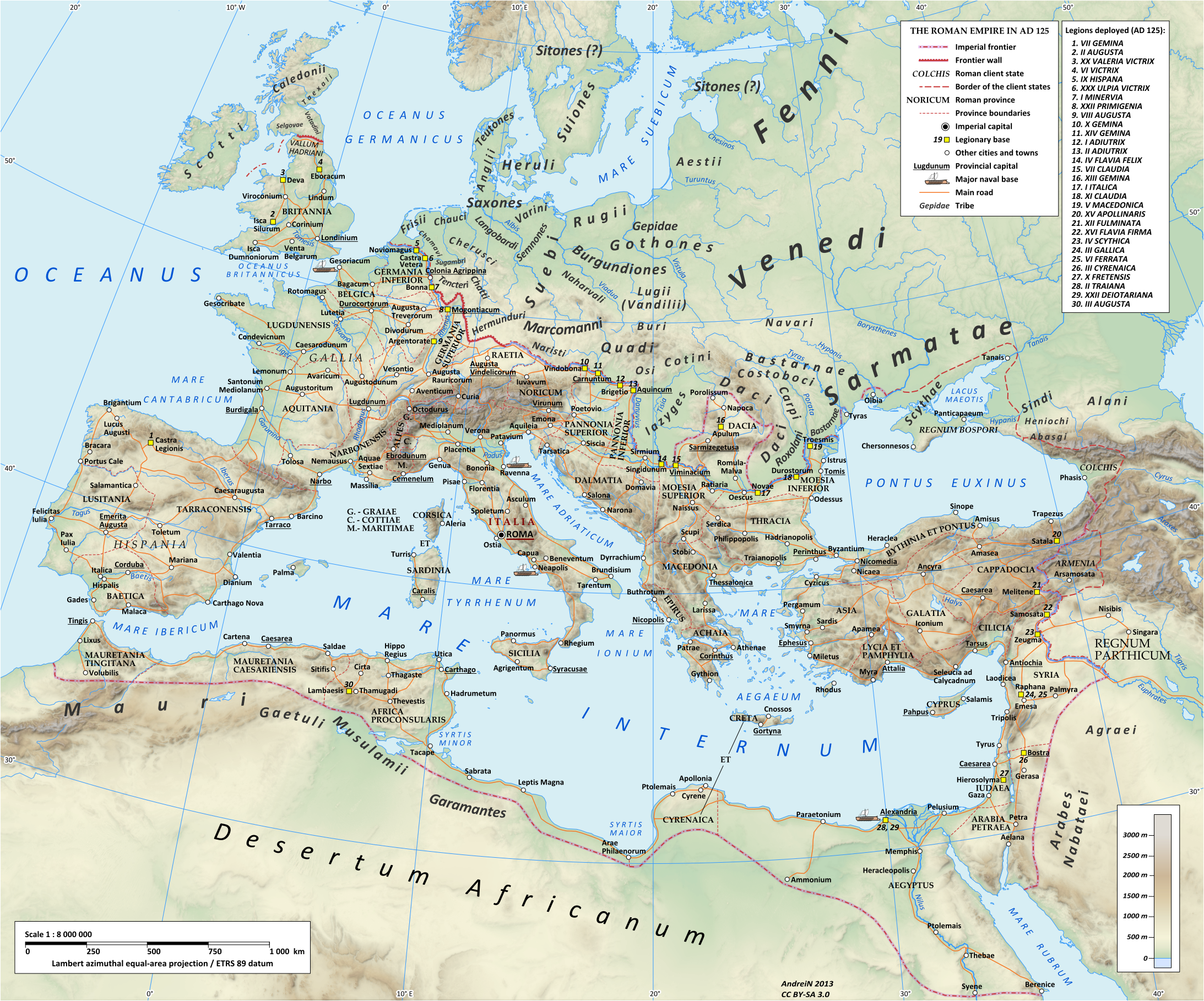
서기 125년의 로마 제국과 동시대 유럽의 야만족들을 나타내는 지도로, '시토네스족'의 추정 위치 두 지점을 보여주고 있다. 타키투스를 근거로, 스웨덴 중앙 지역. 또 다른 위치는 현재 에스토니아나 핀란드의 대략적 지점이다.

시토네스족(Sitones)은 서기 1세기 북유럽 어딘가에 거주했던 게르만족이다. 이들은 97년 코르넬리우스 타키투스의 게르마니아에서만 언급된다. 타키투스는 대표적으로 여성이 지배적인 성별이었다는 한 가지 표현을 제외하고는 이들이 수이오네스족 (현대 스웨덴인의 조상)과 유사하다고 보았다.
시토네스족은 국경을 맞대던 수이오네스족과 비교하여 이들과 모든 것들을 공유하고 있고 한 가지가 다른데 그것은 통치권을 여성들이 행사하고 있다는 점이다. 따라서 이들은 자유의 상태에서도 퇴폐적일뿐만 아니라, 속박의 상태에서도 마찬가지이다.
시토네스족의 배경에 관한 추측들은 다양하다. 한 가지 이론에 따르면, 이들의 명칭이 스웨덴 왕국의 중요한 장소 중 한 곳이자 훗날에 '시투네'(Situne)라는 라틴어 철자를 지녔던 시그투나를 부분적으로 오독한 것이라고 한다.
그 밖에 의견은 시토네스족의 '여왕'이라는 표현이 크벤 또는 퀘인이라는 인명을 고대 노르드어로 '여성'이라는 단어와 언어적 혼동이 발생하여 생긴 것이라는 관점이다.
중세학자 켐프 멀론 (1925년)에 따르면, 수이오네스족과 시토네스족에 대한 타키투스의 묘사는 "역사적 연구에 따른 결과물이 아닌, 창조된 것"이라고 하며, 여성에 대한 시토네스족의 복종을 왕에 대한 수이오네스족의 완전한 복종과 자신들의 무기를 노예에게 넘겨주는 것에 대한 논리적으로 나쁨의 절정의 표현으로서 사용한 것이라고 한다.